# Sindrome di Strømme
La sindrome di Strømme è una malattia genetica multisistemica molto rara, facente parte del macrogruppo delle ciliopatie, che ha per caratteristiche principali varie anomalie cerebrali, atresia duodenale e ipoplasia renale bilaterale.

## Epidemiologia e storia
La malattia è stata descritta per la prima volta dal pediatra norvegese Petter Strømme e dalla sua équipe; nel 2008, Y. van Bever e colleghi ne integrarono la descrizione.
L'incidenza della sindrome è molto bassa (inferiore a un caso su un milione di nati vivi); al 2023 ne risultavano descritti in letteratura medica soltanto 26 casi.

## Eziologia
La malattia è a ereditarietà autosomica recessiva ed è causata da una mutazione a carico del gene CENPF, localizzato sul braccio lungo del cromosoma 1, in corrispondenza del locus genico 1q41.

## Clinica

### Segni clinici
Il quadro clinico consiste in:
- Atresia dell'intestino tenue, atresia digiunoileale
- Malformazioni oculari
- Microcefalia
- Eventuali malformazioni renali (come l'ipoplasia)
- Eventuali difetti cardiaci

### Diagnosi
Oltre ai risultati dell'esame obiettivo, le procedure di imaging consentono di rilevare le eventuali malformazioni d'organo; la diagnosi viene ufficialmente confermata mediante l'apposito test genetico.
La sindrome di Strømme entra in diagnosi differenziale con la sindrome di Feingold, la sindrome di Mitchell-Riley, la sindrome da atresia intestinale multipla congenita e l'insieme dei quadri pseudosindromici derivanti da mutazioni a carico del gene PI4KA.

## Prognosi
La prognosi differisce molto da paziente a paziente: alcuni neonati affetti dalla sindrome muoiono durante le prime fasi della vita, mentre altri hanno un'aspettativa di vita paragonabile a quella della popolazione generale.